# 触控ID

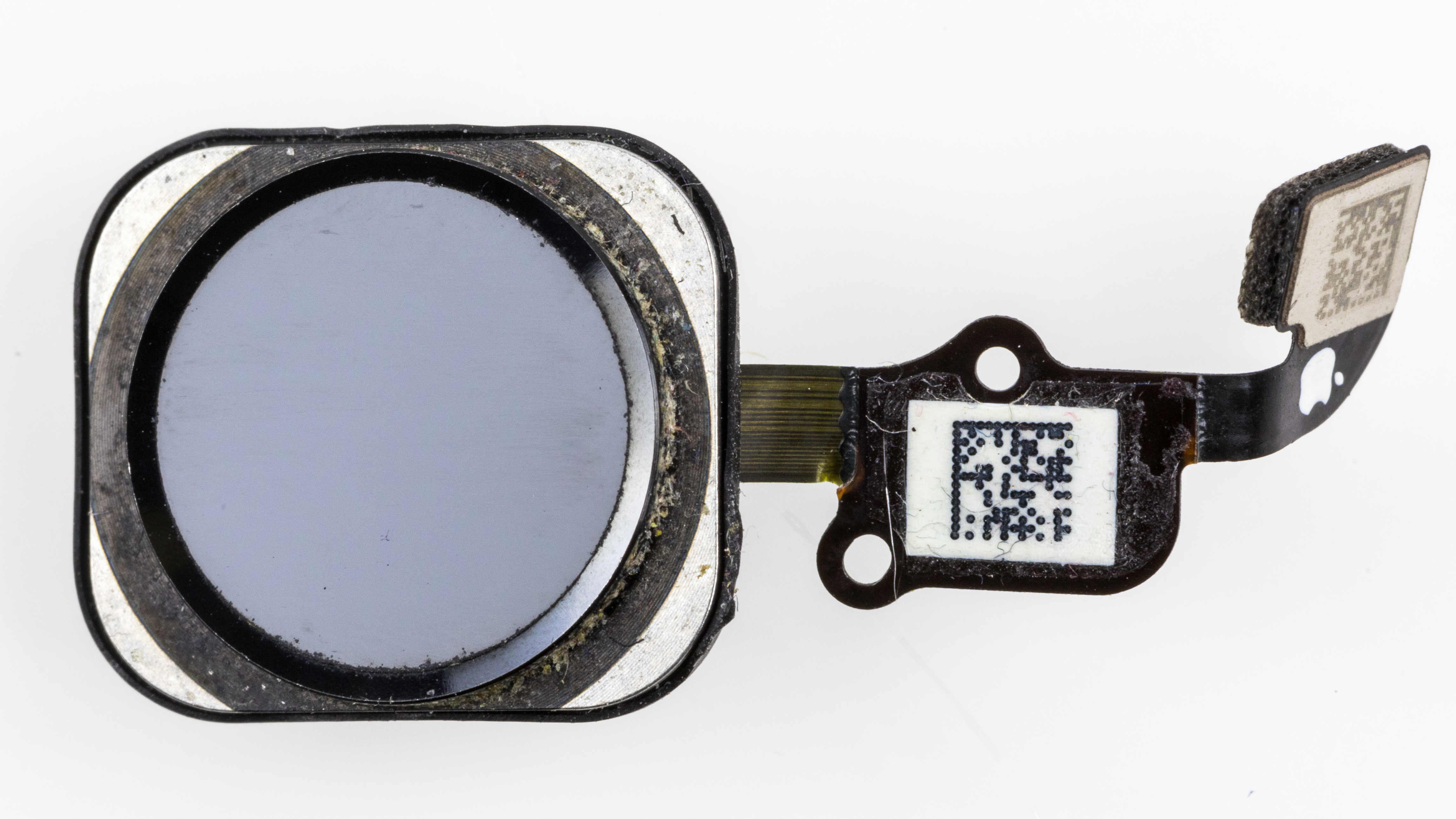
iPhone 6s的Touch ID模組

是由蘋果公司設計發表的一種指紋辨識技術。
在2015年9月19日，蘋果公司發布第二代Touch ID，並聲稱其辨識速度是前代Touch ID的2倍。在iOS 11更新中，當國家設為中國，語言設為簡體中文的環境下譯為「觸控ID」。

## 支援裝置
使用的裝置為：
- iPhone（5s、6/Plus、6s/Plus、7/Plus、8/Plus、SE（第一、二代,三代））
- iPad (第五、六、七、八、九、十、十一代）
- iPad Air（第二、三、四代, 五代）
- iPad mini（第三、四、五、六、七代
）
- iPad Pro（第一、二代）
- MacBook Pro（2016與其後繼機型配備Touch bar版）
- MacBook Air（2018 Retina與後繼機型）
- Magic Keyboard（2021新款，僅支持基於Apple M1的iMac）